# Våldets väg
Våldets väg (franska: Le rouge est mis) är en fransk kriminalfilm från 1957 i regi av Gilles Grangier.
Filmen bygger på Auguste Le Bretons roman Le rouge est mis.

## Rollista i urval
- Jean Gabin - Louis Bertain
- Paul Frankeur - Frédo
- Marcel Bozzuffi - Pierre
- Antonin Berval - Zé
- Jean-Pierre Mocky - Pierre
- Jo Peignot - Mimile
- Lucien Raimbourg - Solange Birot
- Gabriel Gobin - inspektör Bouvard
- Gaby Basset - Hortense
- Lino Ventura - Pepito
- Annie Girardot - Hélène